# Filip Bence
Filip Bence, slovenski alpinist in gorski reševalec, * 22. maj 1950, Dolina, † 3. april 2009 v severni steni Storžiča.
Z alpinizmom se je začel ukvarjati pri 17ih letih. Leta 1950 se je pridružil Alpinističnemu odseku Tržič. V svoji karieri je odpravil približno 4500 alpinističnih vzponov.
Leta 1973 je postal član gorske reševalne službe Tržič. Po tragediji na Okrešlju leta 1997 je iz GRS izstopil zaradi prizadetosti.

## Pomembnejši vzponi
- 1981: Član odprave na Lhotse - dosegel višino 8200m [4]
- 1989: Šiša Pangma (njegov prvi osemtisočak) in prvenstveni vzpon na Nianang Ri [5]
- 1994: Poljska smer v vzhodni steni Aconcague, skupaj z Janezom Primožičem.[6]